# Toni Cabo
Antonio Cabo Sánchez-Rico, de nom artístic Toni Cabo (València, 1965) és un autor de còmic i il·lustrador valencià, creador de les sèries Georgina i Boro, Moro i Puromoro per a Camacuc.
Comença a publicar en 1986, quan estrena la sèrie Georgina en Camacuc. Amb guions de Pau Marqués en un primer moment, inicialment la sèrie era en dos pàgines a blanc i negre o bicolor, però en 1991 passa a ser a color i publica el doble de pàgines. A mitjans de 1992 i fins al final de la sèrie en 1996, torna a publicar només dos pàgines per número, sempre a color. En 1991 es va publicar un àlbum recopilatori. Entre 1992 i 1994 es publica La Sénia Daulef, una aventura de Georgina de 44 pàgines.
A partir de 1999 comença a publicar a la mateixa revista Boro, Moro i Puromoro, que en 2014 va celebrar el 15 aniversari amb un àlbum recopilatori. La sèrie s'ha publicat a Camacuc, Tretzevents i Esquitx.

## Obra
| Títol/Sèrie           | Publicació           | Data | Editorial             | Als números                                                                                          |
| --------------------- | -------------------- | ---- | --------------------- | --- |
| Els Còmics de Camacuc | Camacuc              | 1991 | Edicions Camacuc,S.L. | 5 |
| Diversos títols       | Camacuc              | 2010 | Edicions Camacuc,S.L. | 251,252,255,256,257,258,259,260,261,263,264,266, 267,268,275,276,277,278,279,280,281,282,283,284,285 |
| Boro, Moro y Puromoro | Colección crepúsculo | 2014 | Edicions de Ponent    | 48                                                                                                   |